# Jean-Frédéric-Alexandre de Wied
Jean Frédéric Alexandre de Wied (18 novembre 1706 † 7 août 1791) est un souverain allemand. Il est le fils de Frédéric Guillaume de Wied et de Louise Charlotte de Dohna-Schlobitten. Il est comte de Wied-Neuwied du 17 septembre 1737 au 29 mai 1784, date à laquelle il est élevé au rang de prince souverain et continue à exercer ses fonctions jusqu'à sa mort, le 8 août 1791. Il est marié à Caroline de Kirchberg dont il a trois enfants : Frédéric Charles de Wied, qui lui succède en tant que prince, Sophie Caroline de Wied (1740-1742) et Alexandre Auguste de Wied (1747-1750).

## Biographie
En 1737, après ses études à Strasbourg et à Königsberg, il participe activement à la négociation de la paix à Vienne, qui met fin à la guerre de Succession de Pologne. Lorsque le titre de prince lui est accordé en 1738, il le refuse pour des raisons financières. En 1739, il épouse Caroline de Kirchberg (1720-1795), comtesse de Sayn-Hachenbourg. 
Pendant son règne, il cherche à faire progresser socialement et économiquement le petit territoire de Wied-Neuwied. Dans le but de gagner de nouveaux citoyens pour la ville de Neuwied, il permet la création de nombreuses usines et ateliers. Il organise également une loterie permettant aux joueurs de gagner des maisons dans la ville. Sa gouvernance est caractérisée par l'ouverture et la tolérance religieuse. En 1750, il autorise également l'établissement de l'église morave. Il promeut la construction d'une église mennonite et d'une synagogue à Neuwied et applique la politique religieuse tolérante de son grand-père Frédéric III. Pour cette raison, l'historien Max Braubach le décrit comme "l'un des meilleurs représentants de l'absolutisme éclairé dans le royaume". 
En tant que président du Collège universitaire du comté de Rhénanie-Westphalie, il est en mesure de jouer un rôle dans la politique nationale. Son succès dans la médiation de la dispute entre les comtes impériaux protestants et catholiques conduit à son élévation au rang de prince.